# Drăghinești, Teleorman
Drăghinești este un sat în comuna Gratia din județul Teleorman, Muntenia, România.

## Istorie
Satul este cunoscut din 1806–1814 ca localitate cu populație bulgară sub denumirile Gratia sau Sârbii ot Gratia. La sfârșitul secolului al XIX-lea, locuitorii erau descriși ca „sârbi” care își câștigau existența în grădinărit (bulgarii din Țările Române erau înregistrați drept sârbi în documentele vremii). Casele lor erau vechi, dar solide. Ei își păstrau modul lor tradițional de viață și se țineau departe de populația românească din jur. Cu toate acestea, în timpul vizitei sale de la începutul secolului al XX-lea, S. Romanski a observat existența căsătoriilor mixte. Gustav Weigand a vizitat satul Gratia în 1898 și a stabilit că populația acestuia era parțial bulgară, în timp ce populația satului vecin Sârbi de Gratia (actualul Drăghinești) era în întregime bulgară. Mai târziu l-a inclus în atlasul său ca localitate cu populație bulgară. 